# Walt Disney Publications
Walt Disney Publications était une filiale de la Walt Disney Productions créée en 1950 par Roy Oliver Disney pour départager les productions non cinématographiques (Walt Disney Pictures) du merchandising (géré par Walt Disney Entreprises créée en 1949). Initialement elle regroupe Disney Publishing pour les bandes dessinées, la publication musicale et les labels musicaux. Depuis 1962, les attributions de la société ont été éclatées en de nombreuses filiales.

## Historique
En 1950, Roy O. Disney décide d'avoir deux départements dissociés, l'un pour la gestion des licences, nommé Character Merchandising et l'autre pour l'édition, nommé Publications, future Disney Publishing. Jimmy Johnson explique qu'il était en conflit avec son responsable Oliver B. Johnston dont la méthode de direction du service des licences avait provoqué beaucoup de confusion. Après avoir été obligé de résoudre une crise dans le bureau new-yorkais durant un mois, Johnston resté en Californie avait trouvé un nouvel assistant et propose alors à Jimmy Johnson de rester définitivement à New York. Johnson refuse et Johnston ne lui propose aucun autre poste. Roy Disney a donc résolu le problème en scindant la division en deux, d'un côté les licences des personnages de l'autre les publications, comprenant les bandes dessinées et la musique.
Son premier directeur fut James Alexander Johnson Jr, surnommé Jimmy, qui a été embauché en septembre 1938 comme assistant pour la publicité auprès de Roy. La société prend la direction de Buena Vista Records et donc de la Walt Disney Music Company.
Durant les années 1950, Oliver B. Johnston insiste régulièrement auprès de Roy O. Disney pour regrouper Disney Publishing et Disney Character Merchandising. Johnston obtient gain de cause en 1961 et les deux entités sont regroupées en 1962. Jimmy Johnson conserve lui la direction des labels musicaux, Walt Disney Records.

### Persistance du nom
Actuellement le nom Disney Publications est associé à certaines productions de Disney Publishing Worldwide mais n'est que rarement utilisé.
En 1992, la société qui reste active dans la production littéraire mais sous différents noms (Disney Editions, Hyperion a créé une filiale Disney Direct Response pour la vente par correspondance de livres destinés aux enfants.

## Organisation
- De 1950 à 1962 :
  - Disney Publishing
  - Buena Vista Records
    - Disneyland Records (créé en 1956)
    - Walt Disney Music Publishing (créé en 1949)
    - Wonderland Music Company (créé en 1952)

Après 1962, la société est amputée de Disney Publishing.